# Johann Schop
Johann Schop (Amburgo, 1590 – Amburgo, 1667) è stato un compositore e violinista tedesco, le cui composizioni per violino godettero di vasta popolarità.
Pubblicò diversi libri di violino in 4-6 volumi ; alcune delle sue composizioni furono eseguite durante la pace di Vestfalia.
La sua composizione Werde munter, mein Gemüte, del 1641, ispirò al noto compositore Johann Sebastian Bach per i movimenti corali (6 e 10) della sua cantata Herz und Mund und Tat und Leben. Il sesto movimento di Schop era Wohl mir, daß ich Jesum habe e il decimo movimento era Jesu bleibet meine Freude.